# Bromelia oliveirae
Bromelia oliveirae är en gräsväxtart som beskrevs av Lyman Bradford Smith. Bromelia oliveirae ingår i släktet Bromelia och familjen Bromeliaceae. Inga underarter finns listade i Catalogue of Life.